# Bahnstrecke Penrith–Cockermouth
Die Bahnstrecke Penrith–Cockermouth sollte die West Coast Main Line von Penrith aus mit Cockermouth verbinden. Die Linie durchschnitt auf einer Länge von 50 Kilometern den Lake District und hatte acht Bahnhöfe oder Haltestellen. Die Strecke wurde ursprünglich von der London and North Western Railway und der Stockton and Darlington Railway (später der North Eastern Railway) über die Gesellschaft der Cockermouth, Keswick and Penrith Railway betrieben und 1864 in Betrieb genommen. Ab 1923 übernahm die London, Midland and Scottish Railway die Strecke. 1966 wurde der Abschnitt westlich von Keswick eingestellt, 1972 folgte der Abschnitt von Penrith nach Keswick. Zwischen Keswick und Threlkeld wurde auf der Trasse ein Rad- und Wanderweg angelegt. 

## Bahnhöfe
Die acht Bahnhöfe der Cockermouth, Keswick and Penrith Railway waren (von Ost nach West):

### Penrith

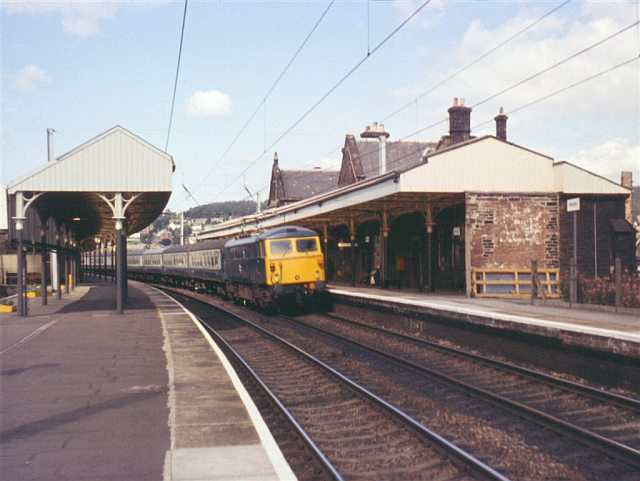
Bahnhof Penrith 1974

Der Bahnhof Penrith wurde von der Lancaster and Carlisle Railway gebaut und am 17. Dezember 1846 als Bahnhof der Stadt Penrith in Betrieb genommen. Er war damals ein Bahnhof an der Bahnstrecke zwischen Lancaster und Carlisle, die heute ein Teil der West Coast Main Line ist. Der Bahnhof Penrith war aber auch der Endpunkt der Bahnstrecke Penrith-Cockermouth der Cockermouth, Keswick and Penrith Railway seit 1865 und der Endpunkt der Eden Valley Railway, die eine Verbindung an die East Coast Main Line herstellte seit 1862.

### Blencow

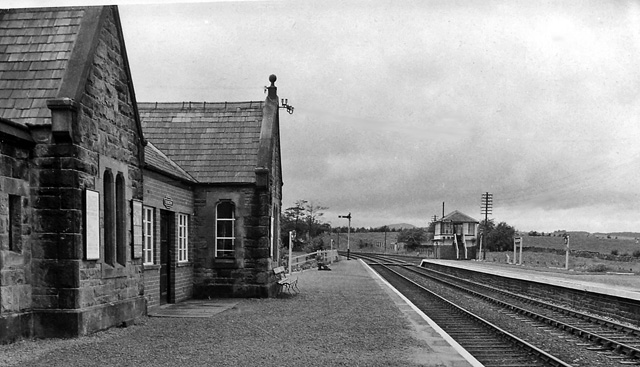
Bahnhof Blencow 1962

Der Bahnhof Blencow wurde am 2. Januar 1865 als Haltesteller der Cockermouth, Keswick and Penrith Railway für die Orte Blencow und Newbiggin eröffnet. Der Bahnhof lag mehr als drei Kilometer von Blencow entfernt am Rande von Newbiggin, aber der Bahnhof konnte nicht nach Newbiggin benannt werden, weil es einen Ort dieses Namens auch an der Settle-Carlisle Linie gab. Der Bahnhof wurde am 3. März 1952 geschlossen, dann aber am 2. Juli 1956 erneut geöffnet, um dann am 6. März 1972 endgültig geschlossen zu werden.

### Penruddock
Der Bahnhof Penruddock wurde am 2. Januar 1865 als Haltestelle der Cockermouth, Keswick and Penrith Railway für den Ort Penruddock: Der Bahnhof wurde am 6. März 1972 stillgelegt und am 4. März 1997 abgerissen.

### Troutbeck
Der Bahnhof Troutbeck war eine Haltestelle der Cockermouth, Keswick and Penrith Railway für den Ort Troutbeck. Die Haltestelle wurde am 2. Januar 1865 in Betrieb genommen und am 6. März 1972 stillgelegt.

### Threlkeld

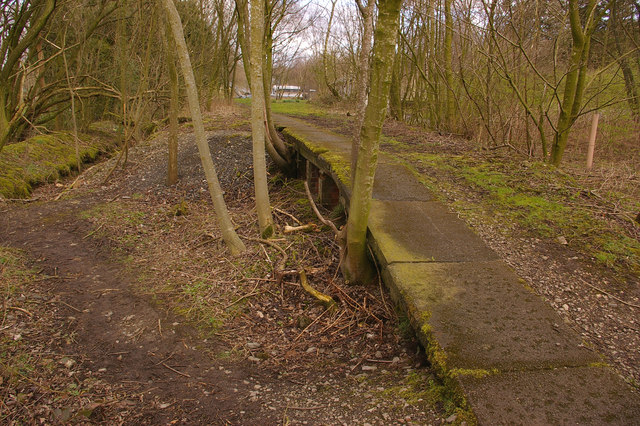
Bahnhof Threlkeld im Jahr 2008

Der Bahnhof Threlkeld  war  eine Haltestelle an der Cockermouth, Keswick and Penrith Railway für den Ort Threlkeld. Die Haltestelle wurde am 2. Januar 1865 in Betrieb genommen und am 6. März 1972 stillgelegt. Heute ist die Bahnlinie ein Fuß- und Fahrradweg.

### Keswick

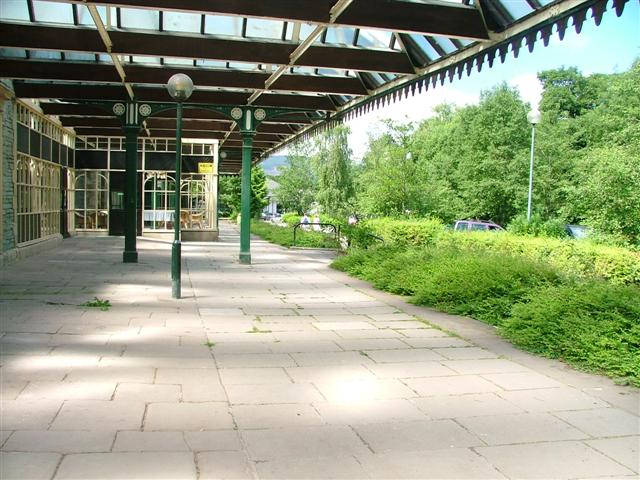
Bahnhof Keswick am 16. Juli 2005

Der Bahnhof Keswick wurde am 2. Januar 1865 als Bahnhof der Stadt Keswick von der Cockermouth, Keswick and Penrith Railway in Betrieb genommen. Der Bahnhof wurde am 6. März 1972 stillgelegt und ist heute ein Hotel.

### Braithwaite

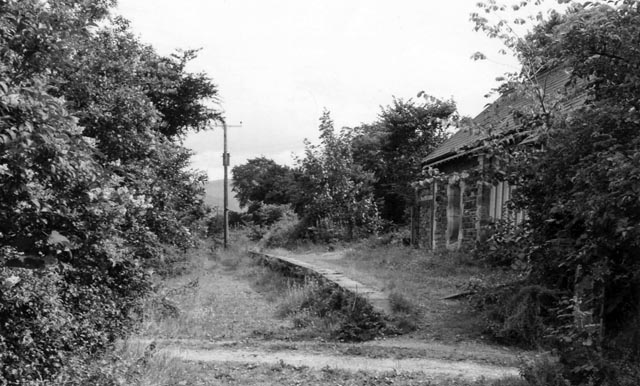
Bahnhof Braithwaite, 1974

Der Bahnhof Braithwaite wurde als Bahnhof für den Ort Braithwaite am 2. Januar 1865 von der Cockermouth, Keswick and Penrith Railway in Betrieb genommen. Der Bahnhof wurde am 18. April 1966 geschlossen. Das Stationsgebäude ist heute ein Wohnhaus.

### Bassenthwaite Lake

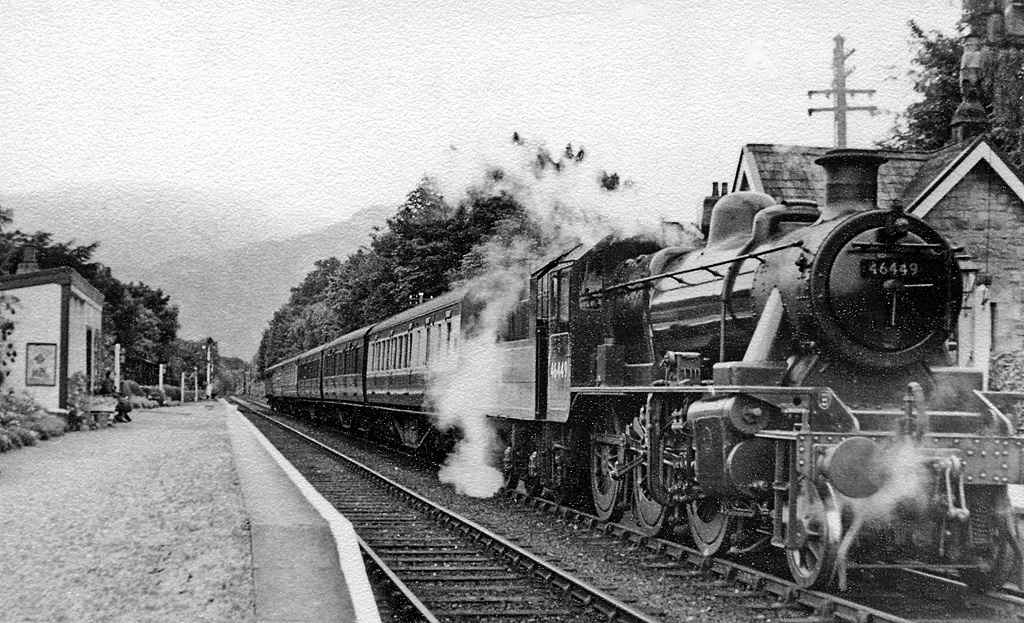
Bahnhof Bassenthwaite Lake am 11. August 1951

Der Bahnhof Bassenthwaite Lake wurde als Bahnhof für den Ort Dubwath am 2. Januar 1865 in Betrieb genommen. Der Bahnhof wurde am 18. April 1966 geschlossen. Das Bahnhofsgebäude ist heute verfallen.

### Bahnhof Embleton
Der Bahnhof Embleton wurde am 2. Januar 1865 von der Cockermouth, Keswick and Penrith Railway als Bahnhof für den Ort Embleton in Betrieb genommen und am 15. September 1958 geschlossen. Heute steht noch allein das Haus des Stationsvorstehers an der A 66.

### Cockermouth
Cockermouth wurde 1847 an die Cockermouth and Workington Railway angeschlossen, die den ersten Bahnhof Cockermouth baute. Die Gesellschaft wurde 1866 von der Cockermouth, Keswick and Penrith Railway übernommen. 1865/1866 hatte Cockermouth deshalb zwei Passagierbahnhöfe der beiden Gesellschaften, bis nach deren Verschmelzung der ältere Bahnhof zum Güterbahnhof wurde. Der Bahnhof von Cockermouth wurde am 18. April 1966 geschlossen und später abgerissen. Das englische Gesangsduo Flanders and Swann nahm den Bahnhof von Cockermouth 1963 in seinen Titel Slow Train als einen von vielen Bahnhöfen, deren Schließung sie in diesem Titel beklagen, auf.
Heute befindet sich das Gebäude der Cockermouth Mountain Rescue und das Hauptquartier des Cumbrian Fire Service an der Stelle des Bahnhofes.
Die Keswick Museum and Art Gallery informiert heute über die Geschichte der Eisenbahnlinie.